# Karel Neubert (fotograf)
Karel Neubert (2. března 1926 – 28. února 2003) byl český fotograf a grafik. Jeho otec Karel Neubert byl spolumajitel smíchovských grafických uměleckých závodů Václav Neubert a synové. Matka Marie Sitenská, malířka, byla dcera přírodovědce Františka Sitenského.

## Život
Po maturitě na gymnáziu se vyučil reprodukčním fotografem a hlubotiskovým leptařem a v rodinném závodě si osvojil většinu tiskařských profesí. Začal studovat obory Dějiny umění a Estetika na Filosofické fakultě Univerzity Karlovy. Odsud byl po roce 1948 vyloučen.
Navzdory nepříznivým podmínkám se od počátku 50. let začal prosazovat jako fotograf. V jeho tvorbě získávala stále větší prostor barevná fotografie. Už v roce 1953 pořizoval pro vydavatelství Orbis barevné pohlednice. V roce 1958 získal v mezinárodní konkurenci bronzovou medaili za fotografii na světové výstavě EXPO 1958 v Bruselu. Prosazoval barevnou fotografii vlastní tvorbou v mnoha oblastech od reportáže přes reklamu po několik oborů vědecké fotografie, zároveň přednášel a vyučoval doma i v zahraničí. Od 60. let se specializoval na fotografické zprostředkování děl architektury, malířství, sochařství a užitého umění. Je autorem stovky samostatných knih. Od počátku byla jeho velkým tématem Praha a zvláště Pražský hrad a Katedrála sv. Víta.
V polovině 70. let byl jedním z iniciátorů oslav 600. výročí úmrtí Karla IV. Připravil k němu knihu Umění na dvoře Karla IV., vydanou česky, německy, anglicky a francouzsky, a velkou putovní výstavu autorských zvětšenin Karla IV., kterou UNESCO prezentovalo od roku 1978 ve více než 20 francouzských a lucemburských městech. V Evropě poté vystavoval další putovní soubory: kresby dětí z Terezína, Praha – město staletí, Pražský hrad, Obnovené Národní divadlo a české sochařství 19. a 20. století ze sochařské sbírky Národní galerie.
V posledním období své tvorby se věnoval umělecké interpretaci sochařských děl a na nové intenzitě nabyl jeho celoživotní zájem o krajinu.